# Résolution 815 du Conseil de sécurité des Nations unies
Membres permanents
- Chine
- États-Unis
- France
- Royaume-Uni
- Russie

Membres non permanents
- Brésil
- Cap-Vert
- Djibouti
- Espagne
- Hongrie
- Japon
- Maroc
- Nouvelle-Zélande
- Pakistan
- Venezuela

Résolution no 814 Résolution no 816
La résolution 815 du Conseil de sécurité des Nations unies, adoptée à l'unanimité le 30 mars 1993, après avoir réaffirmé la résolution 743 (1992) et toutes les résolutions pertinentes ultérieures concernant la Force de protection des Nations unies (FORPRONU), y compris les résolutions 802 (1993) et 807 (1993), a prolongé le mandat de la FORPRONU pour une période intérimaire supplémentaire se terminant le 30 juin 1993, en vertu du chapitre VII de la Charte des Nations unies.
Les membres du Conseil de sécurité ont également indiqué qu'ils réexamineraient le mandat de la FORPRONU un mois après l'adoption de la résolution à la lumière de tout nouveau développement. Il a également réaffirmé son soutien aux coprésidents du comité directeur de la Conférence internationale sur l'ex-Yougoslavie dans leurs efforts visant à contribuer à définir le statut futur des territoires comprenant les zones protégées par les Nations unies qui font partie intégrante de la Croatie, exigeant le respect des conventions de Genève et du droit international humanitaire dans ces zones et la liberté de mouvement de la FORPRONU. 

## Voir également
- Dislocation de la Yougoslavie
- Guerre de Bosnie-Herzégovine
- Guerre de Croatie
- Guerres de Yougoslavie